# テラビット
テラビット (terabit) は情報や記憶装置の単位であり、Tbit または Tb と略記される。
- 1テラビット = 1012ビット = 1,000,000,000,000ビット

1ギガビットの1,000倍である。1テラビットは 125 ギガバイトと等しく、8テラビットで1テラバイトとなる。
1テラビットは240ビットの慣用値でも使われている。しかし、混用を避けるため240ビットはテビビットを使うことが推奨されている。テビビット=1,099,511,627,776ビットとは、およそ10%の差がでる。